# Mackenzie Sound
Mackenzie Sound är ett sund i Kanada.   Den ligger i provinsen British Columbia, i den sydvästra delen av landet, 3 800 km väster om huvudstaden Ottawa.
I omgivningarna runt Mackenzie Sound växer i huvudsak barrskog.